# Single in Seoul
Single in Seoul (en hangul, 싱글 인 서울; romanización revisada, Sing-geul in Seo-ul; literalmente, «Soltero en Seúl») es una película surcoreana de 2023, una comedia romántica dirigida por Park Beom-soo y protagonizada por Lee Dong-wook e Im Soo-jung. Se estrenará en su país el 29 de noviembre de 2023.

## Sinopsis
Park Yeong-ho es un conferenciante e influyente con 300 000 seguidores, que disfruta de su vida de soltero. Un día recibe la oferta de escribir un libro titulado Soltero en Seúl por parte de la editorial donde trabaja Joo Hyeon-jin. Esta, antigua estudiante universitaria de Yeong-ho, es ahora la editora jefe de una editorial y está a cargo de la serie de ensayos titulada Soltero en la ciudad. Al contrario que Yeong-ho, Hyeon-jin echa en falta el amor y busca con ahínco una pareja.

## Reparto

### Principal
- Lee Dong-wook como Park Yeong-ho, un exitoso conferenciante, muy seguido en redes sociales.[3][4]
- Im Soo-jung como Joo Hyeon-jin, editora jefe de la editorial Ojirapur Publishing.[3][4][5]

### Secundario
- Esom como Agatha Hong, la misteriosa autora de una novela romántica que ha sido un gran éxito de ventas, y que está escribiendo ahora para la serie el libro Soltero en Barcelona.[6]
- Jang Hyun-sung como Jin-pyo, presidente de la editorial Ojirapur Publishing.[7][8]
- Kim Ji-young como Gyeong-ah, copropietaria de la editorial y dueña de una librería.[8]
- Lee Mi-do como Yoon Jeong, compañera de trabajo de Joo Hyeon-jin, empleada senior del equipo editorial.[7][8]
- Lee Sang-yi como Byeong-soo, un empleado en prácticas, el más joven de la editorial.[8]
- Ji Yi-soo como Ye-ri, miembro del equipo editorial, que sabe trabajar pero también divertirse en las cenas de equipo.[7][8][9]
- Yoon Jung-eun como un miembro del equipo editorial.
- Park Jin-hyung.
- Han Jong-hoon como el profesor Kim.
- Lee So-yeong.
- Song Hoon como el autor de pódcast Kang-wook.
- Goo Si-yeon.

## Producción
En junio de 2020 la agencia de Lee Dong-wook e Im Soo-jung anunció que habían recibido una oferta para aparecer en la película y que la estaban considerando favorablemente. La producción se confirmó el 16 de noviembre de 2020. Ese día se hizo público el reparto principal y se distribuyeron fotografías de la lectura del guion. El rodaje había empezado el 14 de noviembre y se preveía que continuara por tres meses. Terminó efectivamente el 5 de febrero del año siguiente. 
Lee Dong-wook había hecho una breve aparición especial en la serie Search: www, protagonizada por Im Soo-jung, precisamente como el exnovio de ella, y solo en esa ocasión habían compartido el plató. Según refirió el actor en V Live, descansó ocho días tras concluir el rodaje de la serie Tale of the Nine Tailed 1938 y comenzó el de esta película.
El 27 de septiembre la compañía distribuidora Lotte Entertainment anunció la fecha del estreno y difundió dos carteles de personajes con los protagonistas. El 17 de octubre publicó un cartel de la pareja protagonista, y el 26 once fotogramas para la prensa. El 1 de noviembre se lanzaron el cartel principal y el avance principal, cuya banda sonora es el tema Long Day, Long Night, de AKMU.
El 3 de noviembre se presentó la producción en la entrada de Lotte Cinema de la Universidad Konkuk, en Gwangjin-gu, Seúl, con la prersencia del director Lee Dong-wook y los actores Im Soo-jeong, Jang Hyun-seong, Lee Mi-do, Ji Yi-soo y Park Beom-soo. El director explicó que todos los personajes del filme son solteros, tratando de representar un amplio espectro de personas solteras que viven en Seúl.